# Kimberly Ryder
Kimberly Ryder est un mannequin et actrice indonésienne née le 6 août 1993.

## Biographie
Kimberly Ryder est née à Jakarta en Indonésie et est la fille aînée d'Irvina et Nigel Ryder, son père est anglais et sa mère a une double origine makassaraise et minangkabau. Sa sœur cadette Natasha Ryder (née en 1999) a également suivi ses traces en tant qu'artiste depuis 2015.
Sa première apparition en tant qu'actrice commence en 2008, dans la deuxième saison du feuilleton Cahaya («Lumière» en Indonésien), la même année elle décroche un petit rôle dans le drame Chika dont le tournage s'est déroulé en à Venise, en Italie.

## Filmographie

### Films
| Année | Film                            | Rôle              |
| ----- | ------------------------------- | ----------------- |
| 2008  | Chika                           | Ayunda Putri      |
| 2009  | Get Married 2                   | Sophie            |
| 2011  | Get Married 3                   | Sophie            |
| 2012  | 18++ Forever Love               | Mila              |
| 2012  | Perahu Kertas                   | Wanda             |
| 2012  | Perahu Kertas 2                 | Wanda             |
| 2013  | Air Terjun Pengantin Phuket     | Mauren            |
| 2013  | Operation Wedding               | Lira              |
| 2013  | 308                             | Caca              |
| 2013  | Manusia 1/2 Salmon              | Patricia          |
| 2014  | Jomblo Keep Smile               | Angeline          |
| 2014  | My Idiot Brother                | Agnes             |
| 2014  | Runaway                         | Jenny             |
| 2014  | Luntang Lantung                 | Bella             |
| 2014  | Merry Riana: Mimpi Sejuta Dolar | Irene             |
| 2015  | Horror House                    | Arwah Gentayangan |
| 2015  | Romeo + Rinjani                 | Raline            |

### Télévision
| Année(s)       | Série                          | Rôle          | Notes                                                   |
| -------------- | ------------------------------ | ------------- | ------------------------------------------------------- |
| 2007 - 2008    | Cahaya                         | Eva           | 232 épisodes                                            |
| 2009           | Kawin Masal                    | Riby          | Personnage régulier 25 épisodes                         |
| 2010           | Dia Jantung Hatiku             | Nafa & Indira | Double rôle car elle y incarne des jumelles 52 épisodes |
| 2012           | Aku Suka Dia                   | Alenna Hekm   | 13 épisodes                                             |
| 2012           | Mimo Ketemu Poscha             | Poppy         | Personnage régulier 15 épisodes                         |
| 2013           | Monyet Cantik 2                | Lisa          | Personnage principal 56 épisodes                        |
| 2013 - présent | Bidadari-Bidadari Surga        | Yashinta      |                                                         |
| 2014           | Santri Galau                   |               |                                                         |
| 2015 - présent | Operation Wedding : The Series | Tara          | Personnage principal                                    |